# Villiers-en-Lieu
Villiers-en-Lieu ist eine französische Gemeinde mit 1477 Einwohnern (Stand: 1. Januar 2022) im Département Haute-Marne in der Region Grand Est. Sie gehört zum Arrondissement Saint-Dizier und ist Mitglied im Gemeindeverband Communauté d’agglomération du Grand Saint-Dizier, Der et Vallées. Die Bewohner werden Villarais und Villaraises genannt.

## Geografie
Villiers-en-Lieu liegt etwa fünf Kilometer nordwestlich des Stadtzentrums von Saint-Dizier an der Grenze zum Département Marne. Durch die Gemeinde führt die Bahnstrecke Blesme-Haussignémont–Chaumont. Der Bahnhof ist aber mittlerweile stillgelegt.

## Bevölkerungsentwicklung
| Jahr      | 1962 | 1968 | 1975 | 1982 | 1990 | 1999 | 2006 | 2019 |
| --------- | ---- | ---- | ---- | ---- | ---- | ---- | ---- | ---- |
| Einwohner | 0925 | 1017 | 1322 | 1783 | 1648 | 1481 | 1581 | 1498 |

## Sehenswürdigkeiten
- Kirche Saint-Rémi
- Château Villiers-en-Lieu

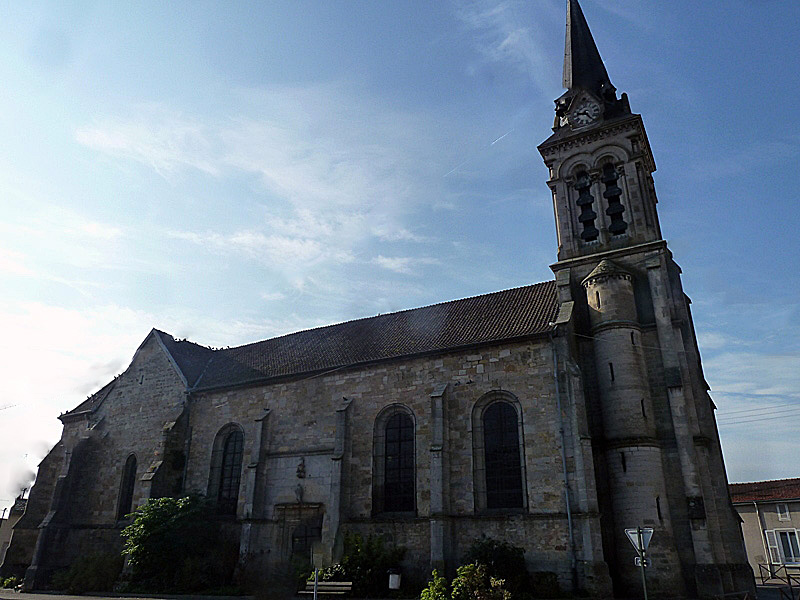
Kirche Saint-Remi